# Catostomus macrocheilus
Catostomus macrocheilus е вид лъчеперка от семейство Catostomidae. Видът не е застрашен от изчезване.

## Разпространение и местообитание
Разпространен е в Канада и САЩ.
Обитава крайбрежията и пясъчните дъна на сладководни басейни, реки и потоци. Среща се на дълбочина от 0,1 до 5 m.

## Описание
На дължина достигат до 61 cm.
Продължителността им на живот е около 15 години. Популацията на вида е стабилна.